# Asta von Unger
Asta von Unger (* 2. Juni 1970 in Frankfurt am Main) ist eine deutsche Malerin.

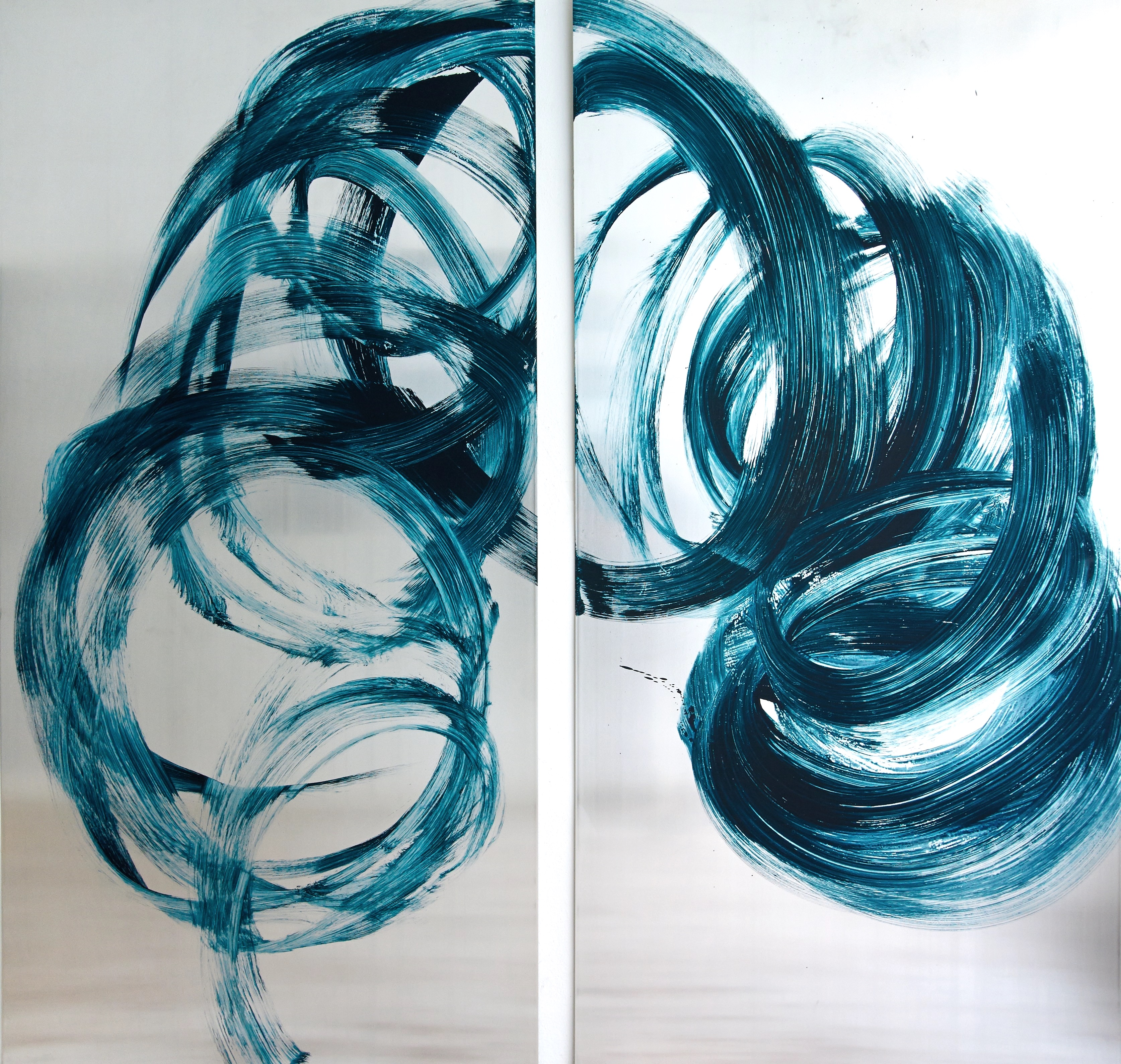
Asta von Unger: Power 02, Lack auf Aluminium, 2014, je 100 × 200 cm

## Leben und Werk
Von 1999 bis 2005 studierte von Unger Philosophie und Literaturwissenschaft in Bochum und bei Umberto Eco in Bologna. Im Anschluss war von Unger Meisterschülerin in der Klasse Günther Förg an der Akademie der Bildenden Künste München. 2010 machte sie ihren Abschluss in Malerei.
Heute lebt und arbeitet von Unger als bildende Künstlerin in München und Berlin.

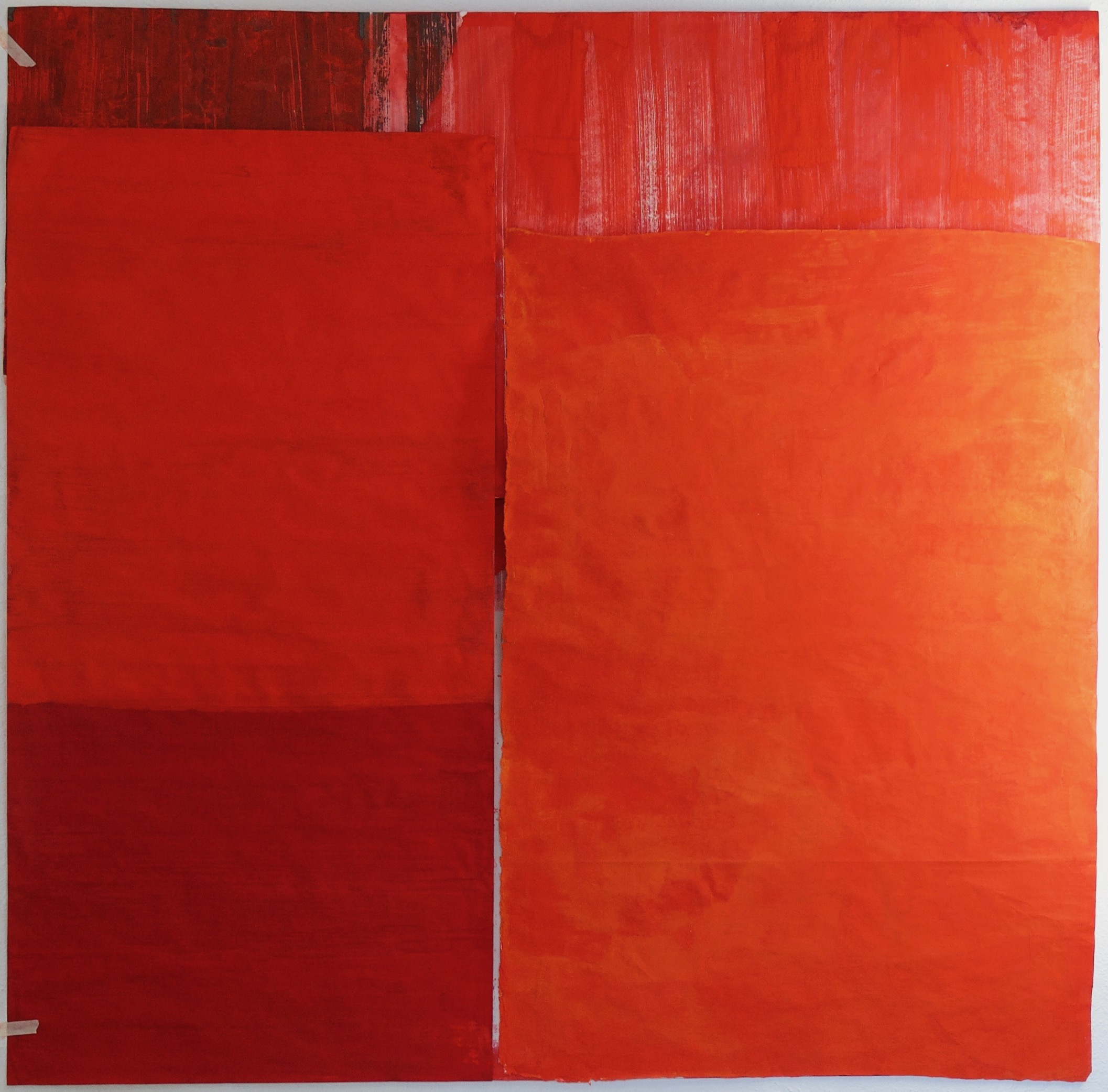
Asta von Unger: Determination 08, 2012, Tusche auf Papier, 135 × 135 cm

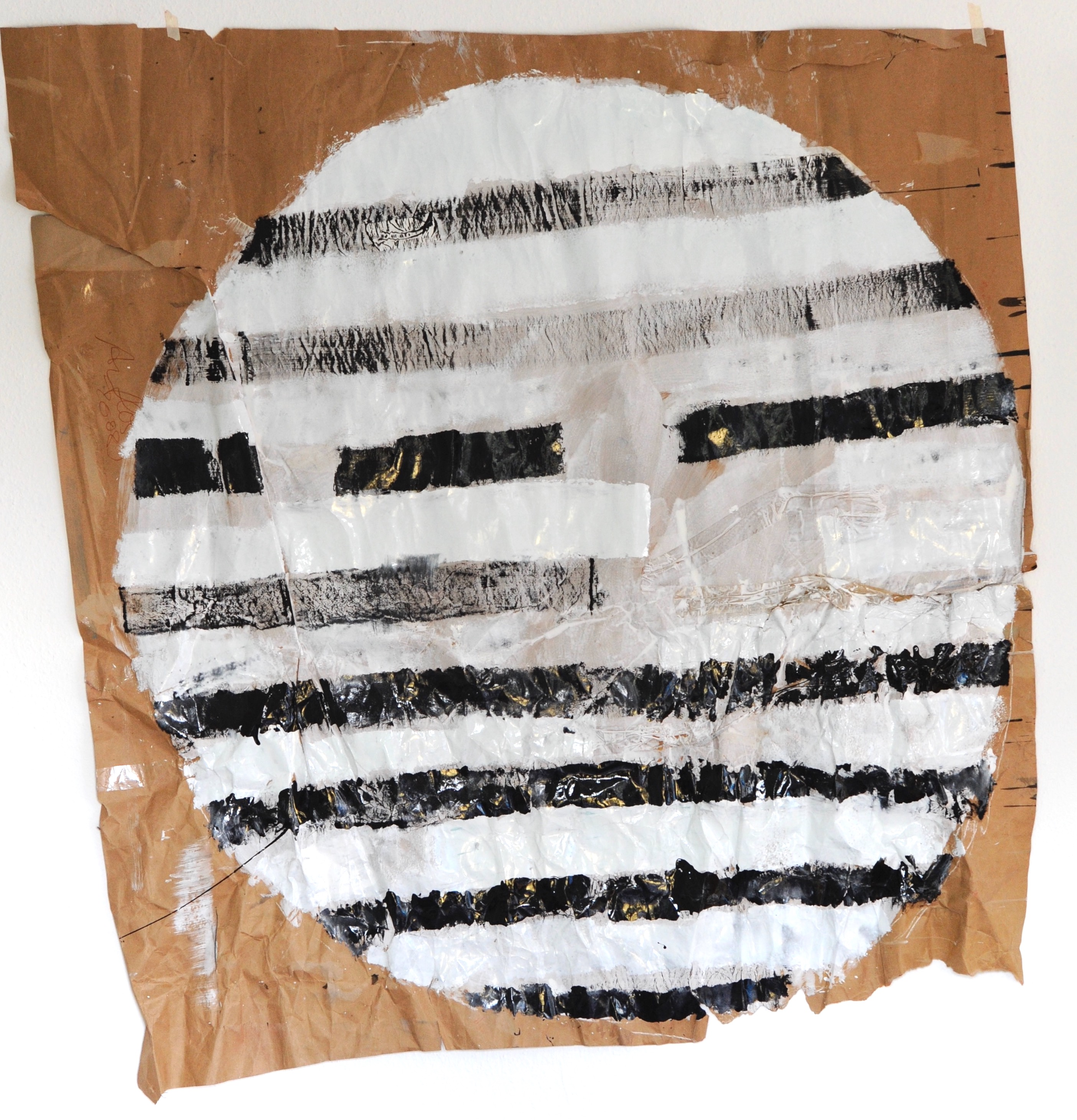
Asta von Unger: Determination 04, Lack auf Papier, 2012, 154 × 170 cm

Von Unger interessiert sich in ihren Arbeiten besonders für Prozesse. Ihre Werke untersuchen alle Optionen des Materials und damit das Zusammenspiel von Farbe und Bildträger. Die Bilder sind meist großformatig.
Im Herbst 2018 bespielte von Unger gemeinsam mit anderen Münchner Künstlern eine Ladenzeile in der St.-Bonifatius-Straße im Münchner Stadtteil Obergiesing. Unter dem Titel Windows zeigten die temporären Schaufenstergalerien wechselnde Ausstellungen.
Als WunderkammAA arbeitet von Unger europaweit seit Januar 2020 mit der Kuratorin Annika Schoemann an interdisziplinären Kunst- und Kulturformaten.

## Einzelausstellungen (Auswahl)
- 2009: Dissolving under ground, Akademiegalerie, München
- 2013: Asta von Unger: Papierarbeiten und Leinwände[3], Galerie Artclub Ponyhof, München
- 2014: Who knows the beginning and who knows the end, Galerie Artclub Ponyhof, München
- 2016: A perfect day, Fourteen ArTellaro, Tellaro
- 2018: Creating from Nothingness[4], Galerie Britta von Rettberg, München
- 2020: e=mc2, Galerie Dia, München
- 2020: Let’s Talk About Time: Yesterday, Now, Tomorrow, temporärer Kunstraum Breakout, München

## Gruppenausstellungen (Auswahl)
- 2011: Possible. Perhaps[5], Altes Gefängnis, Freising
- 2011: Not a place to meet, Plomari Art Festival, Lesbos, Griechenland
- 2012: Die Neueröffnung, Kreativquartier, München
- 2013: Atlantis, Atlantis Festival, München
- 2014: Torpedo. Der letzte Tritt, Installation, Leonrod-Haus für Kunst, München
- 2015: #Querblick weiß_grau_schwarz[6], Big Pond Artworks, München
- 2017: XX/XY, Galerie Benjamin Eck, München
- 2017: Im neuen G'wand, Atelier Dorothea Seror, München
- 2017: Greetings from Munich, Galerie Britta von Rettberg, München
- 2018: Window, vol. II[7], Schaufenstergalerie Obergiesing, München
- 2018: Jahresrückblick, Galerie Britta von Rettberg, München
- 2020: WunderkammAA goes artoxin, Galerie Artoxin, München
- 2020: Garten, Halle 50, München

## Stipendien (Auswahl)
- 2008: Stipendium der Internationalen Sommerakademie Salzburg
- 2011: Atelierförderung der Stadt München
- 2011: Förderung der Erwin-und-Gisela-von-Steiner-Stiftung, München